# Mirco Maestri
Mirco Maestri (Guastalla, 26 ottobre 1991) è un ciclista su strada italiano che corre per il Team Polti VisitMalta. Professionista dal 2016, ha vinto la classifica a punti della Tirreno-Adriatico 2019.

## Palmarès
- 2014 (Dilettanti Elite/Under-23, General Store-Bottoli-Zardini)

Freccia dei Vini
Coppa Messapica
- 2015 (Dilettanti Elite/Under-23, General Store-Bottoli-Zardini)

Trofeo Alta Valle del Tevere
Gran Premio Santa Rita
- 2018 (Bardiani-CSF-Faizanè, due vittorie)

1ª tappa International Tour of Rhodes (Rodi > Rodi)
Classifica generale International Tour of Rhodes
- 2019 (Bardiani-CSF-Faizanè, una vittoria)

2ª tappa Tour of China I (Chengde Yongqian, cronometro)
- 2021 (Bardiani-CSF-Faizanè, due vittorie)

GP Slovenian Istria
GP Slovenia

### Altri successi
- 2017 (Bardiani-CSF-Faizanè)

Classifica scalatori Presidential Cycling Tour of Turkey
- 2018 (Bardiani-CSF-Faizanè)

Classifica a punti International Tour of Rhodes
- 2019 (Bardiani-CSF-Faizanè)

Classifica a punti Tirreno-Adriatico
- 2024 (Team Polti Kometa)

Campionati europei, Staffetta mista

## Piazzamenti

### Grandi Giri
- Giro d'Italia

2016: 119º
2017: 143º
2018: ritirato (19ª tappa)
2019: 103º
2022: 96º
2023: 77º
2024: 60º
2025: 93º

### Classiche monumento
- Milano-Sanremo

2016: 101º
2017: 153º
2018: 108º
2019: 141º
2022: 84º
2023: 105º
2024: 44º
- Giro di Lombardia

2022: 98º

### Competizioni europee
- Campionati europei

Limburgo 2024 - Staffetta mista Elite: vincitore
Limburgo 2024 - In linea Elite: 55°